# HD 16891
HD 16891，又名CP-64 192，SAO 248616、HR 798，是一颗恒星，视星等为6.55，位于銀經285.44，銀緯-49.01，其B1900.0坐标为赤經2h 37m 22.6s，赤緯-64° -49.01′ 41″。